# Anatolij Dowhal
Anatolij Dowhal (ukr. Анатолій Іванович Довгаль; ur. 29 stycznia 1976) – ukraiński lekkoatleta, sprinter.

## Osiągnięcia
- złoty medal światowych igrzysk wojskowych (bieg na 100 m Zagrzeb 1999)
- brąz podczas halowych mistrzostw Europy (bieg na 60 m Wiedeń 2002)
- złoty medal mistrzostw Europy w lekkoatletyce (sztafeta 4 x 100 m Monachium 2002) początkowo Ukraińcy zostali sklasyfikowani na 2. pozycji, jednak w 2006 zweryfikowano wyniki tego biegu odbierając złoty medal pierwszym na mecie Brytyjczykom z powodu dopingu Dwaina Chambersa. Rezultat osiągnięty w finale przez Dowhala i jego kolegów z reprezentacji (38,53) jest aktualnym rekordem Ukrainy.

Dowhal startował na igrzyskach olimpijskich (Sydney 2000), gdzie jednak odpadł w eliminacjach na 100 metrów.

## Rekordy życiowe
- bieg na 100 m – 10,17 (2004)
- bieg na 50 m (hala) – 5,76 (2005)
- bieg na 60 m (hala) – 6,56 (2002)